# Sinapidendron sempervivifolium
Sinapidendron sempervivifolium är en korsblommig växtart som beskrevs av Menezes. Sinapidendron sempervivifolium ingår i släktet Sinapidendron och familjen korsblommiga växter. IUCN kategoriserar arten globalt som starkt hotad. Inga underarter finns listade i Catalogue of Life.